# Cyclodictyon benoistii
Cyclodictyon benoistii là một loài rêu trong họ Pilotrichaceae. Loài này được Thér. mô tả khoa học đầu tiên năm 1936.